# Unitär ring
En unitär ring eller ring med etta är en ring R som har ett neutralt element 1R för multiplikation, alltså ett element 1R є R, sådant att för varje x є R det gäller att
x·1R = 1R·x = x.
Om det inte finns någon risk för sammanblandning, så skriver man ofta 1 i stället för 1R.
En unitär ringhomomorfism f : R → S mellan två unitära ringar R och S är en ringhomomorfism som också uppfyller att f (1R) = 1S . I många sammanhang antages alla betraktade ringar vara unitära, så att "ring" används som synonymt med "unitär ring"; men det är då ändå inte säkert att alla betraktade ringhomomorfier är unitära.

## Exempel
Alla skevkroppar är unitära ringar. Speciellt gäller detta alltså för alla kroppar, däribland de vanliga talkropparna Q, R och C, liksom skevkroppen H. Alla principalidealdomäner är unitära ringar, så speciellt gäller detta för Z och för polynomringar som R[x].

## Idempotenter i unitära ringar
Om R är en unitär ring, och a∈R är en idempotent i R (och alltså uppfyller likheten a2 = a), så är också 1-a en idempotent, eftersom då
(1-a)2 = (1-a)·(1-a) = 1·1-1·a-a·1+a·a = 1-a-a+a = 1-a. De två idempotenterna a och 1-a är också "ortogonala" i den meningen att deras produkt är noll:
a·(1-a) = a·a = 0.
Om dessutom R är kommutativ, så kommer då Ra = {ba:b∈R} att utgöra en delmängd av R (eftersom exempelvis
ba+ca = (b+c)a och ba·ca = b·c·a·a = bca.
Denna delring kommer att vara unitär, med 1Ra = a; men delringen kommer ändå inte att utgöra en "unitär delring", alltså en "delring i unitär mening", om a är skilt från 1.

## Unitära och "vanliga" ringhomomorfier mellan unitära ringar
Om R är en unitär ring, och S är en delring av R, som dessutom är unitär, så måste ettan 1S vara idempotent, det vill säga uppfylla att 1S·1S = 1S. För att S skall vara en delring i unitär mening krävs däremot det starkare villkoret att 1S = 1R. Mången unitär ring innehåller andra idempotenter än ettan och nollan, och innehåller därför flera delringar som är unitära men inte delringar i unitär mening. Exempelvis är den cartesiska produkten Z×Z av ringen Z av hela tal med sig själv en unitär ring med komponentvisa operationer, som förutom (1,1) (ettan) och (0,0) (nollan) också har idempotenterna (1,0) och (0,1). Mot dessa svarar delringarna Z×{0} och {0}×Z. Ringhomomorfin f: Z→Z×Z som ges av f(n) = (n,0) är en ringhomomorfi mellan unitära ringar men inte en unitär ringhomomorfi.